# Ташкиново (Башкортостан)
Ташкино́во (баш. Ташкин) — село в городском округе город Нефтекамск Республики Башкортостан, бывший центр упразднённого Ташкиновского сельсовета. Согласно переписи 2020 года население составляло 2368 человек.

## География
Село расположено на реке Берёзовке (левый приток Камы), в 6 км к югу от железнодорожной станции Нефтекамск, в 11 км к юго-востоку от Николо-Берёзовки, в 108 км от Ижевска, в 182 км от Уфы и в 246 км к югу от Перми.

## История
Впервые упоминается в 1654 году, в Писцовой книге Казанского уезда, как деревня Ташкин в дворцовой Сарапульской волости Арской дороги Казанского уезда. Согласно переписной книге:
Деревня, что был починок Ташкин, за рекою Камою: пашни и перелогу пятнатцать длинников, тритцать два поперечника, итого четыреста восмьдесят десятин; в другом поле то ж, а третьево поля нет. И обоего пашни и перелогу девятьсот шестьдесят десятин в три поля. А в одно поле триста дватцать десятин, а в дву по тому ж.
Согласно Переписной книге дворцового села Сарапула переписи казанского коменданта Никиты Алферьевича Кудрявцова (1710) в деревне Ташкин было 4 двора, население составляло 21 человек (11 мужчин и 10 женщин). Здесь жили крестьяне с фамилиями Старцев, Якимов, Кузнецов, Сомов, Ростов и Замараев.
В 1763 году в Казанской дороге Уфимского уезда Оренбургской губернии. В 1865 году из части территории Оренбургской губернии была создана Уфимская губерния, деревня Ташкинова, в составе Бирского уезда перешла в её административно-территориальное подчинение. В это время в Ташкинове было 132 двора, население составляло 915 человек. Жители деревни занимались земледелием, пчеловодством, плотницким и гончарным ремёслами, тканьём рогож и шитьём кулей. В 1805 году в деревне была построена часовня. В 1906 году в Ташкинове действовала церковно-приходская школа, 1 ветряная и 2 водяные мельницы, мыловаренное и 4 куле-ткацких заведения, хлебозапасный магазин и бакалейная лавка.
В 1922—1930 годах село в Калегинской волости Бирского кантона Башкирской ССР. С упразднением кантонного деления Башкирской АССР в 1930 году, село Ташкиново вошло в состав Краснокамского района. В 1932 году Краснокамский район был присоединён к Калтасинскому району, село перешло в административно-территориальное подчинение этого района. В 1935 году район вновь был разделён на Калтасинский и Краснокамский, Ташкиново снова оказалось в составе Краснокамского района. В связи с проведённым в 1965 году укрупнением районов, Краснокамский район был снова упразднён, село вторично оказалось в составе Калтасинского района. Указом Президиума Верховного Совета РСФСР от 31 марта 1972 года был вновь образован Краснокамский район, куда вошёл Ташкиновский сельсовет вместе с селом Ташкиновым. В 2006 году село вошло в состав новообразованного городского округа город Нефтекамск.
В 2012 году в селе действовали средняя школа, детский сад, фельдшерско-акушерский пункт, дом культуры, библиотека, мечеть.

## Население
| \| 1906 \| 1920 \| 1939 \| 1959 \| 1969[3] \| 1989 \| 2002 \| 2010[1] \| \| ---- \| ----- \| ---- \| ---- \| ------- \| ----- \| ----- \| ------- \| \| 1292 \| ↘1147 \| ↘816 \| ↘595 \| ↗743 \| ↗1358 \| ↗2003 \| ↗2467 \| 500 1000 1500 2000 2500 3000 1939 2010 |       |      |      |      |       |       |       |
| 1906 | 1920  | 1939 | 1959 | 1969 | 1989  | 2002  | 2010  |
| 1292 | ↘1147 | ↘816 | ↘595 | ↗743 | ↗1358 | ↗2003 | ↗2467 |

## Топографические карты
- Лист карты O-40-133. Масштаб: 1 : 100 000. Состояние местности на 1982 год. Издание 1983 г.

## Религия
В селе есть мечеть и православная церковь Космы и Дамиана.